# Yarlung (rivier)
De Yarlung is een rivier in de prefectuur Lhokha (Shannan) in de Tibetaanse Autonome Regio die loopt door de Yarlung-vallei.
Samen met de Chongye-rivier (in de Tibetaanse koningenvallei) verbreedt ze zich tot een vlakte van ongeveer 2 km breed, voordat ze verder stromen in de rivier Yarlung Tsangpo (de bovenloop van de Brahmaputra).